# Arnold Baader

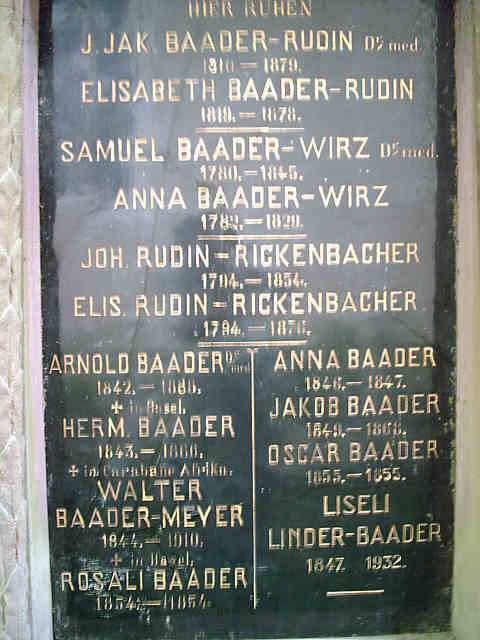
Familiengrab Baader auf dem Friedhof Gelterkinden nördlich der Kirche.

Arnold Baader (* 16. Februar 1842 in Gelterkinden; † 25. Februar 1888 in Basel) war ein reformierter Schweizer Arzt und Gönner.

## Leben
Arnold Baader war der Sohn von Johann Jakob Baader. Nach der Primarschule besuchte er das Gymnasium in Basel. Er studierte Medizin in Basel, Würzburg, Prag, München und Bern, wo er 1866 sein Studium abschloss. Im Jahr 1870 wurde er Adjutant des eidgenössischen Oberfeldarztes. Er arbeitete im Deutsch-Französischen Krieg in Feldspitälern. Baader war bis 1878 Landarzt in Gelterkinden, kurz darauf eröffnete er eine Praxis im Kleinbasel.

## Einsatz
Aufgrund seiner Bekanntheit wurde er für politische Mandate angefragt, die er jedoch alle ablehnte. Er war ein Gönner und Förderer des Erziehungs- und Armenhilfewesens, zuerst im oberen Kantonsteil, anschliessend in der Stadt Basel. Er war der Bezirkspräsident des Basellandschaftlichen Armenerziehungsvereins und in Basel als Schulinspektor tätig. Daneben half er in verschiedenen sozialen Institutionen mit und war Vizepräsident der Schweizer Ärztekommission. In den Jahren 1873 bis 1886 war er Redaktor des Korrespondenzblattes für Schweizer Ärzte und Zentralpräsident der Basler Turnvereine.

## Werke
- Ueber die Varietäten der Armarterien des Menschen und ihre morphologische Bedeutung, Bern 1866 (Diss. med. Universität Bern)